# Championnat d'Autriche de football 2024-2025
Navigation
Édition précédente Édition suivante
La saison 2024-2025 du championnat d'Autriche est la 113e saison de l'histoire de la compétition. Elle oppose les douze meilleurs clubs d'Autriche dans deux phases de championnat. La première étant une série de vingt deux journées, puis le championnat est scindé en deux groupes de 6 pour déterminer les places européennes et la relégation. Le SK Sturm Graz est l'actuel tenant en titre, ayant réussi à accrocher une première place après onze années de domination du Red Bull Salzbourg.

## Participants

### Les changements depuis la saison précédente
A l'issue de la saison 2023-2024, deux changements ont eu lieu dans la hiérarchie du football autrichien. L'Austria Lustenau s'est vu relégué en deuxième division après deux saisons dans l'élite. D'un autre côté, le Grazer AK a été promu en Bundesliga après une saison référence à l'échelon inférieur (3 défaites, 10 points d'avance sur le deuxième). Ce retour dans l'élite implique donc le retour d'un derby important du pays, le derby de Graz entre le SK Sturm Graz et le Grazer AK.

### Liste des équipes
| Club                | Se maintient depuis | Classement 2023-2024 | Stade                    | Capacité théorique | Entraîneur          |
| ------------------- | ------------------- | -------------------- | ------------------------ | ------------------ | ------------------- |
| Sturm Graz          | 1966                | 1                    | Merkur-Arena             | 16 764             | Christian Ilzer     |
| RB Salzbourg        | 2005                | 2                    | Red Bull Arena           | 30 188             | Pepijn Lijnders     |
| LASK Linz           | 2017                | 3                    | Raiffeisen Arena         | 019 080            | Thomas Darazs       |
| Rapid Vienne        | 1911                | 4                    | Allianz Stadion          | 28 666             | Robert Klauß        |
| TSV Hartberg        | 2018                | 5                    | Profertil Arena Hartberg | 05 024             | Markus Schopp       |
| Austria Klagenfurt  | 2021                | 6                    | Wörthersee Stadion       | 30 000             | Peter Pacult        |
| Wolfsberger AC      | 2012                | 7                    | Lavanttal-Arena          | 07 300             | Dietmar Kühbauer    |
| Austria Vienne      | 1926                | 8                    | Generali Arena           | 17 500             | Stephan Helm        |
| FC Blau-Weiß Linz   | 2023                | 9                    | Hofmann Personal Stadion | 05 595             | Gerald Scheiblehner |
| SC Rheindorf Altach | 2014                | 10                   | Stadion Schnabelholz     | 08 500             | Joachim Standfest   |
| WSG Tirol           | 2019                | 11                   | Tivoli Stadion Tirol     | 16 008             | Philipp Semlic      |
| Grazer AK           | 2024                | 1er (D2)             | Merkur-Arena             | 16 764             | Gernot Messner      |

| \| Austria Rapid Sturm Graz Grazer AK Salzbourg Wolfsberg Rheindorf Altach BW Linz Klagenfurt LASK Hartberg WSG Tirol \| Localisation des clubs engagés dans le championnat. |
| Austria Rapid Sturm Graz Grazer AK Salzbourg Wolfsberg Rheindorf Altach BW Linz Klagenfurt LASK Hartberg WSG Tirol                                                           |

| Austria Rapid Sturm Graz Grazer AK Salzbourg Wolfsberg Rheindorf Altach BW Linz Klagenfurt LASK Hartberg WSG Tirol |

### Changements d'entraîneurs
Le RB Salzbourg met à la tête de son effectif le coach néerlandais Pepijn Lijnders. Auparavant en tant qu'assistant à Liverpool, il vient ici saisir sa deuxième opportunité de devenir coach principal. Il succède à Onur Cinel qui été devenu l'entraîneur intérimaire en fin de saison dernière.
Lors de l'été 2024, le Wolfsberger AC effectue un changement d'entraîneur en se séparant de Manfred Schmid d'un accord commun en fin de saison 2023-2024. L'ancien coach du Rapid et du LASK, Dietmar Kühbauer rejoint Wolfsberg avec comme ambition annoncée de viser le top 6.
L'Austria Vienne a continuellement recherché un nouvel entraîneur cet été. Le club de la capitale à notamment essuyé un refus de Gerald Scheiblehner l'entraîneur du FC Blau-Weiß Linz. Ce sera finalement Stephan Helm, entraîneur de la réserve, qui récupère le poste d'entraîneur principal.
Après avoir passé 11 années avec le WSG Tirol, Thomas Silberberger quitte le club à la fin de la saison 2023-2024. Pour la reprise, le club engage l'ancien coach de Sankt Pölten Philipp Semlic.
Passé une défaite cinq buts à un et une qualification en Ligue Conférence échouée, le LASK met à pied Thomas Darazs et le remplace par l'entraîneur du TSV Hartberg Markus Schopp.
Christian Ilzer quitte le Sturm Graz pour rejoindre le TSG Hoffenheim, après avoir gagné un championnat et deux coupes d'Autriche. Il est remplacé par intérim par l'ancien international autrichien Jürgen Säumel.

## Compétition

### Format
Lors de la première phase les 12 équipes du championnat se rencontrent en match aller retour dans le cadre d'une poule unique. À l'issue de cette première phase le championnat est scindé en deux, les six premiers jouent pour le titre et les qualifications européennes en emportant la moitié des points acquis lors de la première phase.
Les six derniers de la première phase participent dans un autre championnat en emportant également la moitié des points, le dernier est relégué en fin de saison, le premier participe aux play-offs avec le quatrième et le cinquième du groupe championnat pour une place en Ligue Europa.

### Qualifications européennes
Quatre places qualificatives pour les compétitions européennes sont attribuées par le biais du championnat : une pour la phase de ligue de la Ligue des champions et une deuxième place pour le deuxième tour de qualification, ainsi qu'une place pour le deuxième tour de qualification de la Ligue Europa et une place pour le deuxième tour de qualification de la Ligue Europa Conférence. La dernière place européenne est celle réservée au vainqueur de la ÖFB-Cup qui est qualificative pour les barrages de la Ligue Europa.

### Règlement
Le classement est calculé avec le barème de points suivant : une victoire vaut trois points, le match nul un. La défaite ne rapporte aucun point.
Critères de départage :
1. plus grand nombre de points ;
2. avantage au club qui ont dû arrondir ses points à l'entier inférieur à l'issue de la première phase [16]
3. duel direct :
  1. Nombre de points dans le duel direct
  2. Différence de buts dans le duel direct
  3. Le nombre de buts marqués dans le duel direct
4. plus grande différence de buts générale ;
5. plus grand nombre de buts marqués ;
6. plus grand nombre de victoires
7. plus grand nombre de victoires à l'extérieur
8. plus grand nombre de buts à l'extérieur

Source : Règlement sur le site de la fédération autrichienne.

### Les enjeux de la saison
Cette saison implique différents enjeux, le premier étant de savoir si le SK Sturm Graz pourra conserver son titre de champion, après avoir dépassé le RB Salzbourg et ses onze années consécutives de règne. D'un autre côté les clubs historiques viennois ont comme tâche de revenir dans les trois premières places du football autrichien. Le Rapid Vienne et l'Austria Vienne qui n'ont respectivement par atteint ce classement depuis la saison 2020-2021 et 2016-2017. D'autre part, le Grazer AK aura comme lourde tâche de continuer la série de 5 saisons sans promu qui redescend dès sa première année dans l'élite.

### Les moments forts de la saison
Le championnat commence le 2 août 2024 avec une rencontre chez le promu Grazer AK et le vice-champion Red Bull Salzbourg qui se solde sur un score de trois buts à deux en faveur des visiteurs.
Lors de la 2e journée, Oscar Gloukh inscrit le premier triplé de la saison contre le FC Blau-Weiß Linz.
Le match de la 4e journée entre le RB Salzbourg et le TSV Hartberg est reporté à la demandé du club de Salzbourg afin de préparer son match de barrage de Ligue des Champions.
La 6e journée est marquée par de fortes intempéries causées par la tempête Boris en Europe Centrale, ce qui cause l'annulation de trois rencontres,.
La 7e journée a été ponctuée par de fortes violences lors du derby de Vienne où des affrontements entre les supporters ont eu lieu sur la pelouse de l'Allianz Stadion.
Le Grazer AK obtient sa première victoire lors de la 13e journée contre le WSG Tirol, 17 ans après sa dernière victoire dans l'élite du football autrichien.
Malgré un changement d'entraîneur lors de la trêve internationale, l'entraîneur intérimaire du Sturm Graz Jürgen Säumel voit son équipe s'imposer sept buts à zéro contre Klagenfurt.
Après une victoire dans le derby de Vienne retour, l'Austria Vienne s'assure une place dans le top 6 dès la 18e journée. De même pour le Sturm Graz, malgré une défaite contre le Wolfsberger AC qui sont sur une série de cinq victoires en championnat.

### Première phase

#### Classement
Classement de la première phase de championnat : 
| Rang | Équipe              | Pts | J  | G  | N | P  | Bp | Bc | Diff |
| ---- | ------------------- | --- | -- | -- | - | -- | -- | -- | ---- |
| 1    | Sturm Graz T        | 46  | 22 | 14 | 4 | 4  | 51 | 28 | +23  |
| 2    | Austria Vienne      | 46  | 22 | 14 | 4 | 4  | 36 | 19 | +17  |
| 3    | RB Salzbourg        | 38  | 22 | 10 | 8 | 4  | 33 | 22 | +11  |
| 4    | Wolfsberger AC C    | 36  | 22 | 11 | 3 | 8  | 44 | 30 | +14  |
| 5    | Rapid Vienne        | 34  | 22 | 9  | 7 | 6  | 32 | 24 | +8   |
| 6    | FC Blau-Weiß Linz   | 33  | 22 | 10 | 3 | 9  | 30 | 29 | +1   |
| 7    | LASK Linz           | 31  | 22 | 9  | 4 | 9  | 32 | 33 | -1   |
| 8    | TSV Hartberg        | 26  | 22 | 6  | 8 | 8  | 24 | 31 | -7   |
| 9    | Austria Klagenfurt  | 21  | 22 | 5  | 6 | 11 | 22 | 44 | -22  |
| 10   | WSG Tirol           | 19  | 22 | 4  | 7 | 11 | 20 | 31 | -11  |
| 11   | Grazer AK P         | 16  | 22 | 3  | 7 | 12 | 27 | 42 | -15  |
| 12   | SC Rheindorf Altach | 16  | 22 | 3  | 7 | 12 | 20 | 35 | -15  |

Qualifications
- 1er au 6e : qualification pour le groupe championnat
- 7e au 12e : qualification pour le groupe relégation

Abréviations

#### Résultats
Source : Résultats sur le site de la Bundesliga.
| Résultats (▼dom., ►ext.) | AUS | KLA | BWL | GAK | LASK | RAP | RBS | ALT | STU | HAR | WOL | WSG |
| Austria Vienne           |     | 2-0 | 2-1 | 2-1 | 2-1  | 2-1 | 0-1 | 3-0 | 2-2 | 1-0 | 3-1 | 3-0 |
| Austria Klagenfurt       | 0-1 |     | 3-1 | 4-2 | 1-2  | 1-1 | 0-0 | 2-2 | 0-2 | 2-2 | 2-1 | 0-3 |
| Blau-Weiß Linz           | 1-0 | 2-1 |     | 1-2 | 1-0  | 3-0 | 2-0 | 1-3 | 1-2 | 4-1 | 0-1 | 2-1 |
| Grazer AK                | 1-2 | 0-1 | 2-2 |     | 0-0  | 1-1 | 2-3 | 1-1 | 1-2 | 0-3 | 3-4 | 2-1 |
| Linzer ASK               | 1-3 | 4-0 | 0-0 | 4-2 |      | 2-1 | 0-1 | 1-2 | 1-2 | 1-1 | 1-5 | 2-1 |
| Rapid Vienne             | 2-1 | 2-0 | 0-1 | 3-0 | 1-1  |     | 3-2 | 5-0 | 0-1 | 2-1 | 1-3 | 2-0 |
| RB Salzbourg             | 2-0 | 3-0 | 5-1 | 0-0 | 1-2  | 2-2 |     | 2-1 | 3-1 | 4-0 | 1-0 | 1-1 |
| Rheindorf Altach         | 1-1 | 2-2 | 0-1 | 1-2 | 1-2  | 0-1 | 1-1 |     | 1-1 | 0-0 | 2-0 | 1-2 |
| Sturm Graz               | 2-2 | 7-0 | 2-1 | 5-2 | 4-2  | 1-1 | 5-0 | 2-1 |     | 2-0 | 0-3 | 4-2 |
| TSV Hartberg             | 1-1 | 1-1 | 2-1 | 1-1 | 1-2  | 2-1 | 1-1 | 2-0 | 1-2 |     | 0-3 | 1-0 |
| Wolfsberger AC           | 0-1 | 4-1 | 1-2 | 4-2 | 2-1  | 1-1 | 0-0 | 2-0 | 3-0 | 2-3 |     | 1-3 |
| WSG Tirol                | 0-2 | 0-1 | 1-1 | 0-0 | 1-2  | 0-0 | 0-0 | 1-0 | 0-3 | 0-0 | 3-3 |     |

### Deuxième phase

#### Groupe championnat

##### Classement
Les points obtenus durant la saison régulière sont divisés par deux (et arrondies à l'unité inférieure) avant le début de la deuxième phase.
Le classement du groupe championnat :
| Rang | Équipe            | Pts | J  | G  | N | P  | Bp | Bc | Diff |
| ---- | ----------------- | --- | -- | -- | - | -- | -- | -- | ---- |
| 1    | Sturm GrazT       | 40  | 32 | 19 | 6 | 7  | 66 | 39 | +27  |
| 2    | RB Salzbourg      | 38  | 32 | 16 | 9 | 7  | 53 | 36 | +17  |
| 3    | Austria Vienne    | 37  | 32 | 18 | 6 | 8  | 47 | 32 | +15  |
| 4    | Wolfsberger AC C  | 37  | 32 | 16 | 7 | 9  | 60 | 38 | +22  |
| 5    | Rapid Vienne      | 27  | 32 | 12 | 8 | 12 | 43 | 42 | +1   |
| 6    | FC Blau-Weiß Linz | 21* | 32 | 11 | 5 | 16 | 37 | 45 | -8   |

Qualifications européennes
Ligue des champions 2025-2026
- 1er : barrage de qualification
- 2e : 2e tour de qualification

Ligue Europa 2025-2026
- C : 3e tour de qualification

Ligue Conférence 2025-2026
- 3e : 2e tour de qualification

- 5e : finale des barrages pour le deuxième tour de qualification

Abréviations
T : Tenant du titre
C : Vainqueur de la Coupe d'Autriche

##### Résultats
Source : Résultats sur le site de la Bundesliga.
| Résultats (▼dom., ►ext.) | AUS | BWL | RAP | RBS | STU | WOL |
| Austria Vienne           |     | 2-2 | 1-2 | 1-3 | 2-1 | 0-0 |
| FC Blau-Weiß Linz        | 0-2 |     | 2-1 | 1-2 | 0-1 | 1-2 |
| Rapid Vienne             | 2-0 | 0-0 |     | 0-2 | 2-1 | 0-1 |
| RB Salzbourg             | 2-0 | 2-1 | 4-2 |     | 1-2 | 1-1 |
| Sturm Graz               | 0-1 | 2-0 | 2-0 | 4-2 |     | 1-1 |
| Wolfsberger AC           | 1-2 | 2-0 | 5-1 | 2-1 | 1-1 |     |

#### Groupe relégation

##### Classement
Les points obtenus durant la saison régulière sont divisés par deux (et arrondies à l'unité inférieure) avant le début de la deuxième phase.
Le classement du groupe relégation :
| Rang | Équipe              | Pts | J  | G  | N  | P  | Bp | Bc | Diff |
| ---- | ------------------- | --- | -- | -- | -- | -- | -- | -- | ---- |
| 7    | LASK Linz           | 38* | 32 | 16 | 6  | 10 | 51 | 36 | +15  |
| 8    | TSV Hartberg        | 31  | 32 | 11 | 11 | 10 | 40 | 40 | 0    |
| 9    | WSG Tirol           | 20* | 32 | 7  | 9  | 16 | 35 | 50 | -15  |
| 10   | Grazer AKP          | 20  | 32 | 5  | 13 | 14 | 34 | 54 | -20  |
| 11   | SC Rheindorf Altach | 18  | 32 | 5  | 11 | 16 | 29 | 46 | -17  |
| 12   | Austria Klagenfurt  | 16* | 32 | 6  | 9  | 17 | 33 | 70 | -37  |

Qualifications européennes
Ligue Conférence 2025-2026
- 7e et 8e : demi-finale des barrages pour le deuxième tour de qualification

Relégation en deuxième division
- 12e : relégation

Abréviations
P : Promu de D2

##### Résultats
Source : Résultats sur le site de la Bundesliga.
| Résultats (▼dom., ►ext.) | ALT | GAK | HAR | KLA | LASK | WSG |
| SC Rheindorf Altach      |     | 2-2 | 1-1 | 0-0 | 0-2  | 3-0 |
| Grazer AK                | 1-0 |     | 0-3 | 1-1 | 1-0  | 0-0 |
| TSV Hartberg             | 2-0 | 1-1 |     | 2-3 | 0-1  | 3-2 |
| Austria Klagenfurt       | 2-3 | 0-0 | 0-1 |     | 1-4  | 1-4 |
| LASK Linz                | 0-0 | 1-0 | 0-0 | 6-0 |      | 2-0 |
| WSG Tirol                | 1-0 | 1-1 | 1-3 | 5-3 | 1-3  |     |

### Barrages européens
Les deux premiers du groupe "relégation" de la deuxième phase s'affrontent dans une demi-finale à tour unique. Le vainqueur joue une finale aller-retour contre le 5e du groupe "championnat" pour déterminer le participant à la Ligue Conférence 2025-2026.

#### Demi-finale
| 26 mai 2025 | LASK Linz                                  | 2 - 0   | TSV Hartberg | Raiffeisen Arena, Linz                            |                                                   |
|             | Maximilian Entrup 22e · Andrés Andrade 65e | (1 - 0) |              | Spectateurs : 8 094 Arbitrage : Julian Weinberger | Spectateurs : 8 094 Arbitrage : Julian Weinberger |
|             | Rapport                                    |         |              | Spectateurs : 8 094 Arbitrage : Julian Weinberger | Spectateurs : 8 094 Arbitrage : Julian Weinberger |

#### Finale
| 29 mai 2025 | LASK Linz                                     | 3 - 1   | Rapid Vienne              | Raiffeisen Arena, Linz                            |                                                   |
|             | Robert Žulj 22e 90+1e · Ismaila Coulibaly 66e | (1 - 1) | Matthias Seidl 26e (pen.) | Spectateurs : 13 220 Arbitrage : Alexander Harkam | Spectateurs : 13 220 Arbitrage : Alexander Harkam |
|             | Rapport                                       |         |                           | Spectateurs : 13 220 Arbitrage : Alexander Harkam | Spectateurs : 13 220 Arbitrage : Alexander Harkam |

| 1er juin 2025 | Rapid Vienne                                                         | 3 - 0   | LASK Linz | Allianz Stadion, Vienne                            |                                                    |
|               | Guido Burgstaller 31e · Matthias Seidl 81e (pen.) · Ercan Kara 90+5e | (1 - 0) |           | Spectateurs : 18 125 Arbitrage : Christopher Jäger | Spectateurs : 18 125 Arbitrage : Christopher Jäger |
|               | Rapport                                                              |         |           | Spectateurs : 18 125 Arbitrage : Christopher Jäger | Spectateurs : 18 125 Arbitrage : Christopher Jäger |

Le Rapid Vienne se qualifie pour le 2ème tour de la Ligue Conférence 2025-2026.

### Parcours en coupes d'Europe
| Club           | Compétition         | Résultats                  | Ultime(s) adversaire(s) | Ultime(s) adversaire(s) | Ultime(s) adversaire(s) | Ultime(s) adversaire(s) |
| -------------- | ------------------- | -------------------------- | ----------------------- | ----------------------- | ----------------------- | ----------------------- |
| Sturm Graz     | Ligue des Champions | Phase de ligue             | RB Leipzig              | Club Brugge             | Sporting Portugal       | Girona FC               |
| Sturm Graz     | Ligue des Champions | Phase de ligue             | Borussia Dortmund       | Atalanta Bergame        | Lille OSC               | Stade Brestois 29       |
| RB Salzbourg   | Ligue des Champions | Phase de ligue             | Paris Saint-Germain     | Atletico Madrid         | Dinamo Zagreb           | Stade Brestois 29       |
| RB Salzbourg   | Ligue des Champions | Phase de ligue             | Real Madrid             | Bayer Leverkusen        | Feyenoord               | Sparta Prague           |
| Linz ASK       | Ligue Europa        | Barrages de qualification  | FC Steaua Bucarest      | FC Steaua Bucarest      | FC Steaua Bucarest      | FC Steaua Bucarest      |
| Linz ASK       | Ligue Conférence    | Phase de ligue             | Djurgårdens IF          | Cercle Bruges           | Vikingur Reykjavik      |                         |
| Linz ASK       | Ligue Conférence    | Phase de ligue             | Fiorentina              | NK Olimpija Ljubljana   | FK Borac Banja Luka     |                         |
| Rapid Vienne   | Ligue Europa        | Barrages de qualification  | SC Braga                | SC Braga                | SC Braga                | SC Braga                |
| Rapid Vienne   | Ligue Conférence    | Quart de finale            | Djurgårdens IF          | Djurgårdens IF          | Djurgårdens IF          | Djurgårdens IF          |
| Austria Vienne | Ligue Conférence    | 2ème tour de qualification | FC Ilves Tampere        | FC Ilves Tampere        | FC Ilves Tampere        | FC Ilves Tampere        |

Lors de cette saison, deux clubs d'Autriche ont participé à la phase principale de la Ligue des champions, une première dans l'histoire.

#### Sturm Graz
Le Sturm Graz entre en lice lors de la phase de ligue de Ligue des Champions, placé en tant que chapeau 4. Pour cette édition, le Sturm Graz jouera ses matchs de coupe d'Europe au Wörthersee Stadion de Klagenfurt, correspondant aux normes UEFA.

#### Red Bull Salzbourg
Le Red Bull Salzbourg aurait dû entrer en lice lors du deuxième tour de qualification de Ligue des Champions, mais la victoire de l'Atalanta en Ligue Europa lui a donné accès au troisième tour de qualification. Le 22 juillet 2024, le tirage au sort désigne le FC Twente, troisième d'Eredivisie, comme adversaire de Salzbourg. Lors du match aller à domicile, Salzbourg l'emporte deux buts à un grâce à un doublé de Maurits Kjærgaard. Le déplacement aux Pays-Bas se termine sur un match nul trois buts à trois qui qualifie Salzbourg. Pour les barrages, le tirage au sort désigne le Dynamo Kiev comme adversaire. Le match aller se déroule à l'Arena Lublin durant lequel le club autrichien s'impose deux buts à un. Pour le match retour, le score se termine à un partout, ce qui qualifie Salzbourg pour la phase de ligue.

#### Linz ASK
Après avoir été placé en troisième position de Bundesliga et grâce à la victoire en coupe du Sturm Graz, le Linz ASK récupère la place pour les barrages de Ligue Europa. Le tirage au sort désigne le FC Steaua Bucarest, repêché du troisième tour de Ligue des Champions. Lors du match aller, la rencontre se termine sur un match nul à domicile pour le LASK. Cependant, au match retour l'équipe roumaine s'impose un but à zéro grâce à un but dans le temps additionnel de Darius Olaru, le LASK évoluera dans la phase de ligue de Ligue Conférence.

#### Rapid Vienne
Le Rapid Vienne commence son parcours européen au deuxième tour de qualification de la Ligue Europa. Le 19 juin 2024, le tirage au sort désigne le club autrichien contre le club polonais du Wisła Cracovie ayant battu le KF Llapi au premier tour de qualification,. La campagne européenne du Rapid commence à l'extérieur sur une victoire deux buts à un avec un but d'Isak Jansson et de Matthias Seidl, malgré l'expulsion de Bendegúz Bolla avant la mi-temps. Après une victoire six buts à un lors du match retour à Vienne avec notamment un triplé de Guido Burgstaller, le Rapid se qualifie pour le troisième tour où il rencontre Trabzonspor. Lors du match aller en Turquie, l'équipe autrichienne s'impose grâce à un but de la tête de Lukas Grgić. Au match retour, les Autrichiens s'imposent deux buts à zéro grâce à des buts de Matthias Seidl et Christoph Lang, le Rapid se qualifie pour les barrages ce qui lui assure une place en coupe d'Europe. Pour les barrages de Ligue Europa, le tirage au sort désigne le SC Braga. Au match aller la rencontre débute par un carton rouge pour Lukas Grgić, laissant ses coéquipiers en infériorité pour 86 minutes, le Rapid est mené deux buts à un. Au match retour, la rencontre se solde sur un match nul, reversant alors le club autrichien en phase de ligue de Ligue Conférence.

#### Austria Vienne
L'Austria Vienne commence son parcours européen dans la phase de qualification de la Ligue Conférence pour le deuxième tour. Le 19 juin 2024, le tirage au sort est effectué et le club de la capitale affrontera le FC Ilves Tampere, club finlandais ayant remporté la coupe de Finlande 2023. L'Austria Vienne se déplace en Finlande pour son premier match de qualification, où le club perd deux buts à un accompagné d'un but de Lucas Galvão côté autrichien. Lors du match retour, l'Austria amène le club finlandais en prolongation après un score de trois buts à deux et une égalisation à la 89e minute. En prolongation les Autrichiens ouvrent le score mais Ilves égalise dans la foulée. Après neuf tirs réussis lors de la séance de tirs au but Dominik Fitz bute sur le gardien et concède l'élimination de la compétition.

### Meilleurs buteurs et passeurs décisifs

#### Classements
Classement des buteurs du championnat :
|     | Buteur            | Club              | Buts |
| --- | ----------------- | ----------------- | ---- |
| 1er | Ronivaldo         | FC Blau-Weiß Linz | 14   |
| 2e  | Dorgeles Nene     | RB Salzbourg      | 13   |
| 3e  | Maximilian Entrup | Linz ASK          | 12   |
| 4e  | Otar Kiteishvili  | Sturm Graz        | 12   |
| 5e  | Patrik Mijić      | TSV Hartberg      | 12   |
| 6e  | Dominik Fitz      | Austria Vienne    | 12   |
| 7e  | Mika Biereth      | Sturm Graz        | 11   |
| 8e  | Dejan Zukić       | Wolfsberger AC    | 10   |
| 9e  | Maurice Malone    | Austria Vienne    | 10   |
| 10e | Dion Beljo        | Rapid Vienne      | 10   |

Classement des passeurs du championnat :
|     | Passeur        | Club           | Passes décisives |
| --- | -------------- | -------------- | ---------------- |
| 1er | Dominik Fitz   | Austria Vienne | 15               |
| 2e  | Robert Žulj    | Linz ASK       | 9                |
| 3e  | Dejan Zukić    | Wolfsberger AC | 9                |
| 4e  | Tomi Horvat    | Sturm Graz     | 9                |
| 5e  | Petar Ratkov   | RB Salzbourg   | 9                |
| 6e  | Donis Avdijaj  | TSV Hartberg   | 8                |
| 7e  | Dorgeles Nene  | RB Salzbourg   | 8                |
| 8e  | William Bøving | Sturm Graz     | 8                |
| 9e  | Aleksa Terzić  | RB Salzbourg   | 7                |
| 10e | Bror Blume     | WSG Tirol      | 7                |

## Bilan de la saison
| Championnat d'Autriche de football 2024-2025 |                       |
| Champion                                     | Sturm Graz (5e titre) |
| Dauphin                                      | RB Salzbourg          |
| Coupes et trophées                           |                       |
| Vainqueur de la Coupe d'Autriche 2024-2025   | Wolfsberger AC        |
| Qualifications continentales                 |                       |
| Ligue des champions 2025-2026                | Sturm Graz            |
| Ligue des champions 2025-2026                | RB Salzbourg          |
| Ligue Europa 2025-2026                       | Wolfsberger AC        |
| Ligue Conférence 2025-2026                   | FK Austria Vienne     |
| Ligue Conférence 2025-2026                   | Rapid Vienne          |
| Promotions et relégations                    |                       |
| Promus en Bundesliga                         | SV Ried               |
| Relégués en 2. Liga                          | SK Austria Klagenfurt |